# Автошлях E28
E 28 — автомобільна дорога європейської маршрутної мережі, яка з'єднує Берлін із Мінськом. Проходить по території Німеччини, Польщі, Калінінградської області РФ, Литви, Білорусі. Основні міста на трасі: Берлін, Щецин, Гданськ, Калінінград, Вільнюс, Мінськ.

## Маршрут
Загальна протяжність становить 1 230 км.